# فیلیپ بوسکو
فیلیپ بوسکو (انگلیسی: Philip Bosco؛ زادهٔ ۲۶ سپتامبر ۱۹۳۰ - درگذشته ۳ دسامبر ۲۰۱۸) یک هنرپیشه، و بازیگر سینما اهل ایالات متحده آمریکا است.

## گزیده فیلمشناسی
از فیلم‌ها یا برنامه‌های تلویزیونی که وی در آن نقش داشته‌است می‌توان به آثار زیر اشاره کرد.
- فریدم لند (۲۰۰۶)
- عروسی بهترین دوست من (۱۹۹۷)
- زنی دیگر (۱۹۸۸)
- فولاد آبی (۱۹۹۰)
- دختر شاغل (۱۹۸۸)
- فرزندان یک خدای کوچکتر (۱۹۸۶)
- گودال پول (۱۹۸۶)
- تیم رؤیایی (۱۹۸۹)
- هیچ‌کس احمق نیست (۱۹۹۴)
- پول شیر (۱۹۹۴)
- اولین باشگاه همسران (۱۹۹۶)
- شفت (۲۰۰۰)
- خانواده سوج (۲۰۰۷)
- اماکن تجاری (فیلم) (۱۹۸۳)
- پاپ روستای گرینویچ (۱۹۸۴)
- مظنون (فیلم ۱۹۸۷) (۱۹۸۷)
- سه مرد و یک نوزاد (۱۹۸۷)
- تغییر سریع (۱۹۹۰)
- سایه‌ها و مه (۱۹۹۱)
- هری ساختارشکن (۱۹۹۷)
- مراقبت‌های ویژه (۱۹۹۷)
- پسران شگفت‌انگیز (فیلم) (۲۰۰۰)
- ایکوالایزر (مجموعه تلویزیونی) (۱۹۸۶–۱۹۸۹)
- رهاندن (فیلم)
- جنگ داخلی (مینی‌سریال) (۱۹۹۰)
- رنگ‌های واقعی (۱۹۹۱)
- در برابر دیوار (فیلم ۱۹۹۴) (۱۹۹۳)
- پای هر دو گیر است (۱۹۹۵)
- نسخه اولیه (۱۹۹۷)
- شب دوازدهم (۱۹۹۸)
- خسارت (سریال) ۲۰۰۷–۲۰۰۹)